# گردا لاسویی

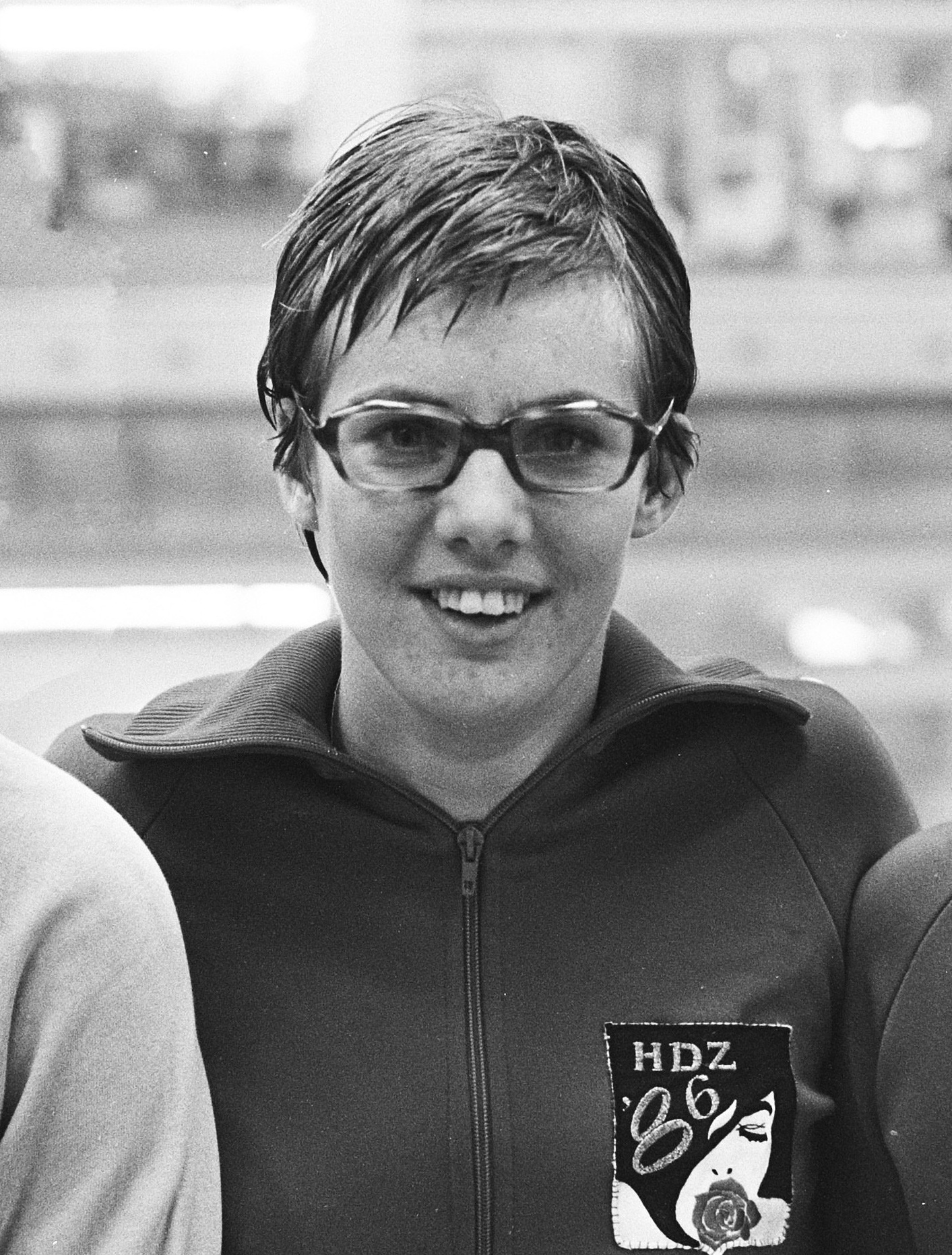
گردا لاسویی شناگر هلندی‌تبار - ۱۹۷۰

گردا لاسویی (به انگلیسی: Gerda Lassooij) (زادهٔ ۲۲ اوت ۱۹۵۲) شناگر اهل هلند است.